# Consentual Selections
Consentual Selections is het eerste en tot zover enige verzamelalbum van de Amerikaanse ska-punkband Mad Caddies. Het album werd uitgegeven op 20 juli door Fat Wreck Chords en bevat naast het al eerder uitgegeven werk ook twee niet eerder uitgegeven nummers (namelijk "Save Us" en "Why Must I Wait").

## Nummers
1. "Backyard" - 3:02 (van Keep It Going)
2. "Leavin" - 2:59 (van Just One More)
3. "No Hope" - 1:28 (van Duck and Cover)
4. "Drinking For 11" - 3:54 (van Just One More)
5. "Mary Melody" - 3:08 (van Rock the Plank)
6. "State Of Mind" - 3:47 (van Keep It Going)
7. "Falling Down" - 3:10 (van The Holiday Has Been Cancelled)
8. "Just One More" - 3:26 (van Just One More)
9. "The Bell Tower" - 2:41 (van Quality Soft Core)
10. "Monkeys" - 2:46 (van Duck and Cover)
11. "Days Away" - 3:44 (van Rock the Plank)
12. "Silence" - 2:47 (van Just One More)
13. "Road Rash" - 1:57 (van Duck and Cover)
14. "Whatcha Gonna Do" - 3:09 (van Keep It Going)
15. "All American Badass" - 2:28 (van Rock the Plank)
16. "Reflections" - 3:14 (van Keep It Going)
17. "The Gentleman" - 2:17 (van Duck and Cover)
18. "Last Breath" - 3:21 (van Just One More)
19. "Popcorn" - 3:48 (van Duck and Cover)
20. "Tired Bones" - 2:53 (van Keep It Going)
21. "Preppie Girl" - 2:35 (van Quality Soft Core)
22. "Weird Beard" - 2:42 (van Rock the Plank)
23. "Save Us" - 2:19 (niet eerder uitgegeven)
24. "Why Must I Wait" - 4:01 (niet eerder uitgegeven)